# 滨海拉阿梅特利亚
滨海拉阿梅特利亚（西班牙語：La Ametlla de Mar）是西班牙加泰罗尼亚塔拉戈纳省的一个市镇。总面积67平方公里，总人口5015人（2001年），人口密度75人/平方公里。